# Бандуровський Дмитро Казимирович
Дмитро Казимирович Бандуровський (нар. 5 січня 1942, село Волудринці, тепер Ярмолинецького району Хмельницької області — 2006, місто Каховка Херсонської області) — український радянський діяч, 1-й секретар Новотроїцького районного комітету КПУ Херсонської області, голова Новотроїцької районної ради. Член Ревізійної Комісії КПУ в 1986—1991 р.

## Біографія
Освіта вища. У 1974 році закінчив агрономічний факультет Херсонського сільськогосподарського інституту.
Член КПРС.
Працював секретарем партійного комітету КПУ радгоспу «Каховський» Каховського району Херсонської області. Перебував на партійній роботі.
У 1980-х — 1991 р. — 1-й секретар Новотроїцького районного комітету КПУ Херсонської області.
З 1990 року — голова Новотроїцької районної ради Херсонської області. Працював начальником Управління сільського господарства і продовольства Каховського району Херсонської області
Потім — на пенсії в місті Каховці Херсонської області. Помер в квітні 2006.

## Нагороди
- ордени
- медалі